# Tatyana Krivobokova
Tatyana Krivobokova ist eine kasachische Mathematikerin.

## Leben
Nach dem Diplom in Angewandter Mathematik (Juni 1996) in Almaty (Diplomarbeit: On the inverse boundary value problem for a loaded heat operator Betreuer: M. T. Jenaliev) war sie studentische Hilfskraft von Dezember 2000 bis März 2003 am Fraunhofer IESE. Nach dem Master of Science in Finanzmathematik (August 2002) an der TU Kaiserslautern
(Masterarbeit: Optimal portfolios with given payments Betreuer: Ralf Korn) war sie von April 2003 bis März 2007 wissenschaftliche Mitarbeiterin am Lehrstuhl für Statistik in Bielefeld. Nach der Promotion in Statistik (Januar 2007) Universität Bielefeld (Dissertation: Theoretical and practical aspects of penalized spline smoothing Gutachter: Göran Kauermann und Ludwig Fahrmeir) war sie Postdoktorandin von April 2007 bis Juni 2008 an der Katholieke Universiteit Leuven am Forschungszentrum „Operations Research and Business Statistics“. Von Juli 2008 bis Mai 2010 lehrte sie als Juniorprofessorin (W1 mit Tenure-Track) an der Universität Göttingen Courant-Forschungszentrum: „Poverty, Equity and Growth in Developing and Transition Countries“. Seit Juni 2010 ist sie Professorin (W2) in Göttingen am Institut für Mathematische Stochastik.